# Flughafen Santa Maria (Rio Grande do Sul)

i7
i11
i13
Der Flughafen Santa Maria (portugiesisch Aeroporto de Santa Maria, IATA-Code: RIA, ICAO-Code: SBSM) ist der Flughafen der Stadt Santa Maria im brasilianischen Bundesstaat Rio Grande do Sul. Er wird von der Gemeinde Santa Maria betrieben.
Daneben dient er auch als Militärflugplatz; dieser Teil des Flughafens wird von den Luftstreitkräften, der Força Aérea Brasileira (FAB), als Base Aérea de Sant Maria bezeichnet. 

## Geschichte
Der Flughafen wurde auf ca. 40 Hektar Land im Jahr 1944 mit Hilfe der United States Army erbaut und 1945 eröffnet.
Zwischen 1971 und 2015, als der Luftwaffenstützpunkt Santa Maria eingerichtet wurde, wurden die zivilen und militärischen Einrichtungen gemeinsam genutzt. Im Jahr 2015 wurde jedoch durch eine Vereinbarung zwischen der brasilianischen Luftwaffe und der Gemeinde Santa Maria ein Teil der Einrichtungen an letztere übertragen. Der zivile Teil des Flughafens wird von der Stadtverwaltung und der militärische Teil von der brasilianischen Luftwaffe verwaltet.

## Militärische Nutzung
Der militärische Bereich befindet sich östlich des kleinen Terminals auf der Nordseite der Start- und Landebahn. Er untersteht dem 5. fliegerischen Regionalkommando, Quinto Comando Aéreo Regional (V COMAR). Hier sind vier fliegende Esquadrão stationiert, darunter eine H-60L-Helikopterstaffel und eine, die mit Drohnen ausgerüstet ist. Daneben fliegen zwei Staffeln die A-1AM/BM.

## Zivile Nutzung

### Fluggesellschaften und Ziele
Der Flughafen wird von der Azul Linhas Aéreas mit Campinas verbunden, VoePass Linhas Aéreas fliegt nach Porto Alegre.